# Юзвінський Вадим Володимирович
Вади́м Володимирович Юзві́нський (31 березня 1974 — 21 серпня 2014) — старшина Збройних сил України, учасник російсько-української війни.

## Життєвий шлях
Народився 1974 року в смт Городниця (Новоград-Волинський район, Житомирська область). Виростав із старшою сестрою Лесею; закінчив Городоцьку ЗОШ. Проходив строкову військову службу в лавах ЗСУ; звільнився в званні старшини. 2003-го помер його батько. Працював на фарфоровому заводі, потім їздив на заробітки до Києва. Коли мамі у 2013-му стало зле (вона перенесла інфаркт), Вадим вирішив повернутися додому та допомагати всім можливим. Працював на пилорамі.
У часі війни мобілізований навесні 2014-го, механік-водій, 30-а окрема механізована бригада. Відправили в Херсонську область, потім блокпост біля Криму, Маріуполя; Донецьк, Амвросіївка. З літа брав участь у боях на сході України.
Загинув в районі міста Амвросіївка (Донецька область). 8 серпня зазнав вогнепальне уламкове поранення лівої легені, унаслідок якого помер 21 серпня. В «Книзі пам'яті» місцем смерті зазначено село Круглик Лутугинського району Луганської області — під час проведення ударно-пошукових дій.
Похований 24 серпня 2014 року в рідному смт Городниця.
Без Вадима лишились мама Ольга Юзвінська, сестра, троє дітей (був тричі одружений; з них донька Валерія)

## Нагороди та вшанування
За особисту мужність і героїзм, виявлені у захисті державного суверенітету та територіальної цілісності України, вірність військовій присязі під час російсько-української війни, відзначений — нагороджений
- орденом «За мужність» III ступеня (15.5.2015, посмертно)
- його портрет розміщений на меморіалі «Стіна пам'яті полеглих за Україну» у Києві: секція 3, ряд 5, місце 2
- вшановується 21 серпня на щоденному ранковому церемоніалі вшанування захисників України, які загинули цього дня у різні роки внаслідок російської збройної агресії на Сході України.[3]
- в Городницькій ЗОШ відкрито меморіальну дошку його честі[4]